# William Tanui
William Tanui (Kemeloi, 22 febbraio 1964) è un ex mezzofondista keniota, specializzato negli 800 metri piani.

## Biografia
Ai Giochi della XXIV Olimpiade vinse l'oro nei 800 metri piani ottenendo un tempo migliore del keniota Nixon Kiprotich (medaglia d'argento) e del statunitense Johnny Gray.

## Palmarès
| Anno | Manifestazione      | Sede       | Evento       | Risultato | Prestazione | Note |
| ---- | ------------------- | ---------- | ------------ | --------- | ----------- | ---- |
| 1990 | Campionati africani | Il Cairo   | 800 m piani  | Oro       | 1'46"80     |      |
| 1991 | Giochi panafricani  | Il Cairo   | 800 m piani  | Oro       |             |      |
| 1992 | Giochi olimpici     | Barcellona | 800 m piani  | Oro       | 1'43"66     |      |
| 1993 | Mondiali            | Stoccarda  | 800 m piani  | 7º        | 1'45"80     |      |
| 1996 | Giochi olimpici     | Atlanta    | 1500 m piani | 5º        | 3'37"42     |      |
| 1997 | Mondiali indoor     | Parigi     | 1500 m piani | Bronzo    | 3'37"48     |      |
| 1999 | Mondiali indoor     | Maebashi   | 1500 m piani | 4º        | 3'34"77     |      |

## Altre competizioni internazionali
1990
- Oro alla Grand Prix Final ( Atene), 800 m piani - 1'44"95
- Argento ai Goodwill Games ( Seattle), 1500 m piani - 3'40"13

1992
- Argento in Coppa del mondo ( L'Avana), 800 m piani - 1'46"14

1994
- Argento in Coppa del mondo ( Londra), 800 m piani - 1'46"84

1995
- 5º alla Grand Prix Final ( Monaco), 1500 m piani - 3'33"69

1996
- 4º alla Grand Prix Final ( Milano), 1500 m piani - 3'39"88

1997
- 4º alla Grand Prix Final ( Fukuoka), miglio - 4'05"08

1998
- Bronzo alla Grand Prix Final ( Mosca), 1500 m piani - 3'33"30
- Argento ai Goodwill Games ( New York), 1500 m piani - 3'54"05

1999
- 4º alla Grand Prix Final ( Monaco di Baviera), 1500 m piani - 3'33"93